# تل محمد (قرية)
قرية تل محمد هي إحدى القرى التابعة لمركز الإبراهيمية في محافظة الشرقية في جمهورية مصر العربية. حسب إحصاءات سنة 2006، بلغ إجمالي السكان في تل محمد 2904 نسمة، منهم 1475 رجل و1429 امرأة.